# Matteo Rivolta

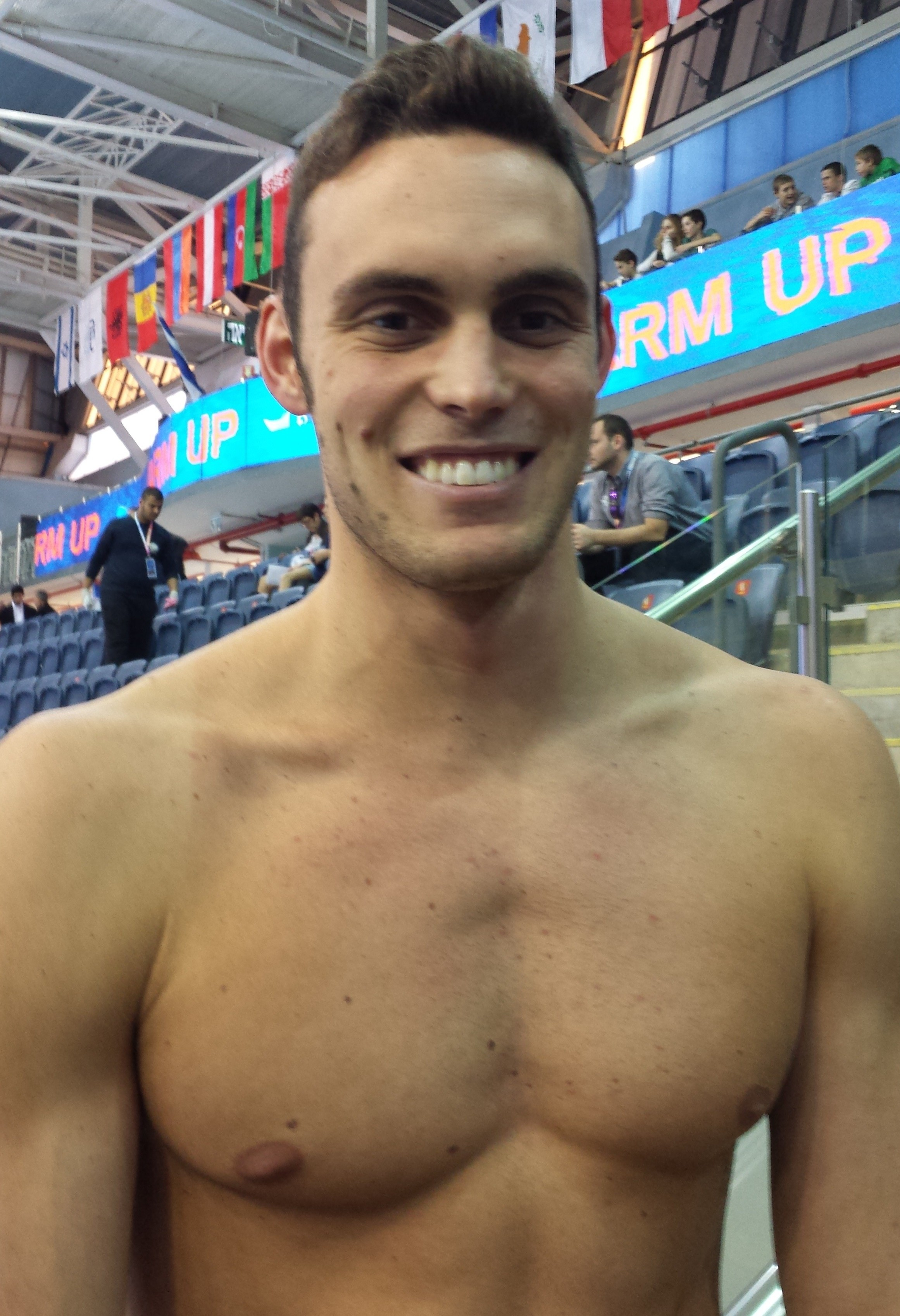
Matteo Rivolta bei den Kurzbahneuropameisterschaften 2015 in Netnaja

Matteo Rivolta (* 16. November 1991 in Mailand) ist ein italienischer Schwimmer, der bei Kurzbahnweltmeisterschaften je drei Gold- und Bronzemedaillen erkämpfte. Bei Europameisterschaften erschwamm er zweimal Gold und einmal Bronze auf der 50-Meter-Bahn sowie je dreimal Gold und Silber auf der 25-Meter-Bahn. Bei Mittelmeerspielen gewann er zwei Goldmedaillen und drei Silbermedaillen.

## Sportliche Karriere
Der 1,93 Meter große Matteo Rivolta schwamm für das Team Insubrica, für den Circolo Canottieri Aniene und seit 2019 für das Profiteam Aqua Centurions. Er gewann zahlreiche italienische Meistertitel vor allem über 100 Meter Schmetterling.

### Die frühen Jahre bis 2013 mit Europameisterschaftsgold 2012
Rivolta war 2009 bei den Junioreneuropameisterschaften Fünfter über 100 Meter Schmetterling.
Bei den Europameisterschaften 2012 in Debrecen siegte über 100 Meter Schmetterling der Serbe Milorad Čavić vor dem Ungarn László Cseh. Mit 0,63 Sekunden Rückstand auf Cseh gewann Rivolta die Bronzemedaille, wobei er 0,14 Sekunden vor dem viertplatzierte Serben Ivan Lenđer anschlug. Die 4-mal-100-Meter-Lagenstaffel mit Matteo Milli, Mattia Pesce, Piero Codia und Andrea Tolla erreichte das Finale mit der siebtbesten Vorlaufzeit, nur eine Zehntelsekunde vor den Neunten. Im Endlauf waren Mirco Di Tora, Fabio Scozzoli, Matteo Rivolta und Filippo Magnini fast sechs Sekunden schneller und gewannen den Titel. Wie seit 1984 üblich erhielten auch die im Vorlauf eingesetzten Schwimmer eine Goldmedaille.
Zwei Monate später schwamm Rivolta bei den Olympischen Spielen in London die 22. Vorlaufzeit über 100 Meter Schmetterling und verfehlte den Halbfinaleinzug um 0,15 Sekunden. Die italienische Lagenstaffel mit Mirco Di Tora, Fabio Scozzoli, Matteo Rivolta und Filippo Magnini blieb vier Sekunden über ihrer Siegerzeit von Debrecen und wurde 14. der Vorläufe. Ende 2012 fanden in Istanbul die Kurzbahnweltmeisterschaften 2012 statt. Auf den Einzelstrecken schied Rivolta vorzeitig aus. Die 4-mal-100-Meter-Lagenstaffel wurde im Finale disqualifiziert.
Im Juni 2013 bei den Mittelmeerspielen in Mersin siegte der Serbe Ivan Lenđer über 100 Meter Schmetterling vor den beiden Italienern Matteo Rivolta und Piero Codia. Sechs Wochen später bei den Weltmeisterschaften in Barcelona schied Rivolta über 50 Meter Schmetterling im Vorlauf aus. Über 100 Meter Schmetterling erreichte er das Finale und belegte den siebten Rang. Die 4-mal-100-Meter-Lagenstaffel mit Mirco Di Tora, Fabio Scozzoli, Matteo Rivolta und Marco Orsi belegte den sechsten Platz. Bei den Kurzbahneuropameisterschaften 2013 in Herning belegte Rivolta den siebten Platz über 100 Meter Schmetterling.

### 2014 bis 2019
2014 bei den Europameisterschaften in Berlin erreichte Rivolta weder über 50 Meter noch über 100 Meter Schmetterling den Endlauf. Der 4-mal-100-Meter-Lagenstaffel mit Niccolo Bonacchi, Andrea Toniato, Matteo Rivolta und Luca Dotto fehlten als zehntbester Staffel der Vorläufe 0,75 Sekunden zum Finaleinzug. Ende des Jahres bei den Kurzbahnweltmeisterschaften in Doha erreichte die 4-mal-50-Meter-Lagenstaffel mit Bonacchi, Fabio Scozzoli, Rivolta und Marco Orsi den sechsten Platz.

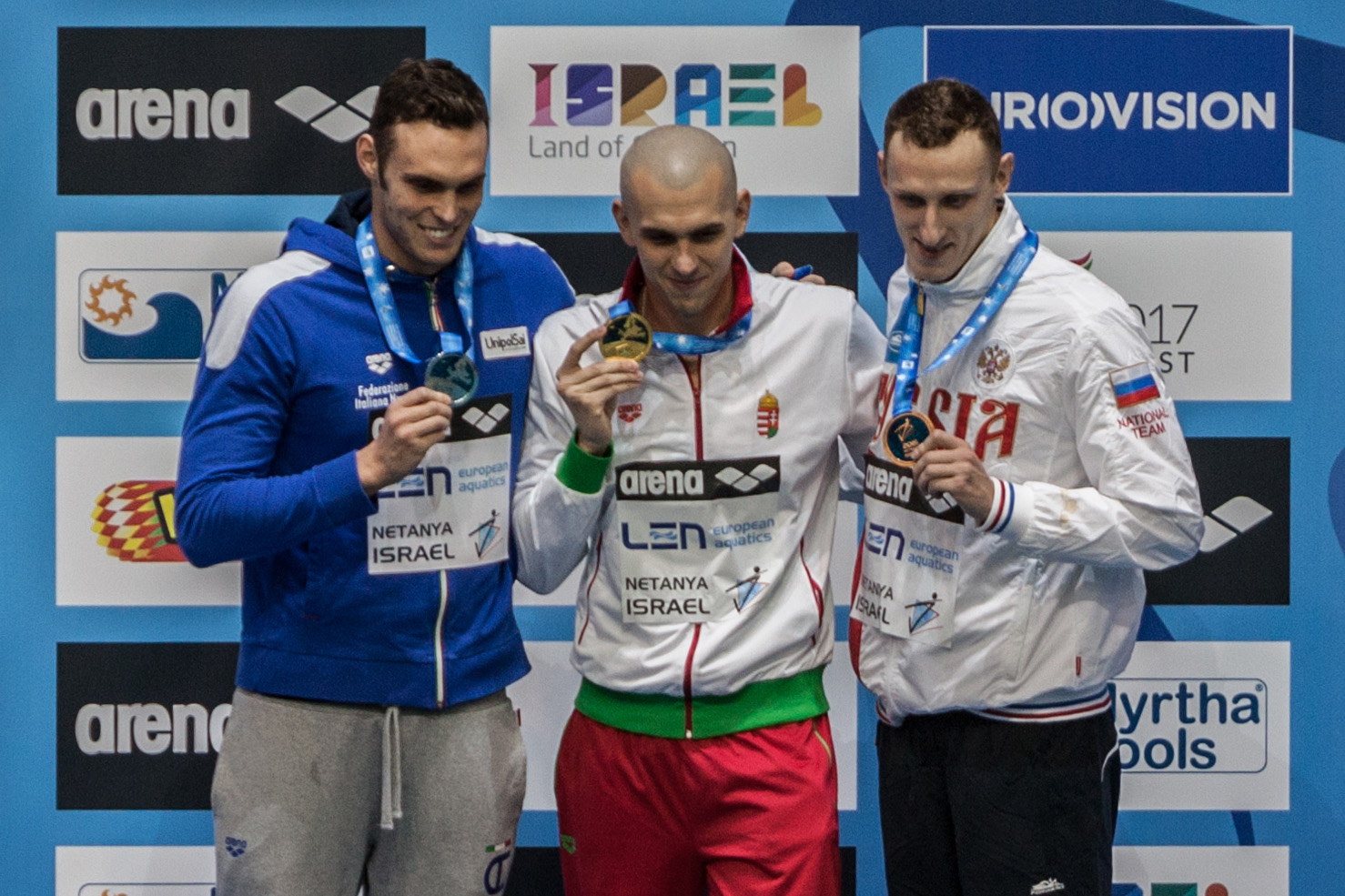
Siegerehrung 100 Meter Schmetterling 2015 in Netanja

Im August 2015 bei den Weltmeisterschaften in Kasan schied Rivolta über 100 Meter Schmetterling und mit der 4-mal-100-Meter-Lagenstaffel vorzeitig aus. Die 4-mal-100-Meter-Mixed-Lagenstaffel mit Simone Sabbioni, Arianna Castiglioni, Piero Codia und Silvia Di Pietro erreichte den sechsten Platz, hier waren Matteo Rivolta und Erika Ferraioli im Vorlauf eingesetzt worden. Ende 2015 bei den Kurzbahneuropameisterschaften in Netanja siegte über 100 Meter Schmetterling László Cseh vor Matteo Rivolta und dem Russen Nikita Konowalow, der allerdings über eine halbe Sekunde nach Rivolta anschlug. Über 50 Meter Schmetterling wurde Rivolta Sechster. In der 4-mal-50-Meter-Lagenstaffel siegten im Endlauf Simone Sabbioni, Fabio Scozzoli, Matteo Rivolta und Marco Orsi. Für ihren Einsatz im Vorlauf erhielten auch Andrea Toniato, Piero Codia und Federico Bocchia eine Goldmedaille.
Im Mai 2016 bei den Europameisterschaften in London schied Rivolta über 50 Meter Schmetterling im Halbfinale aus. Über 100 Meter Schmetterling wurde er Fünfter mit 0,26 Sekunden Rückstand auf die Medaillenränge. Die 4-mal-100-Meter-Lagenstaffel erreichte das Finale mit der schnellsten Vorlaufzeit, wurde aber im Endlauf disqualifiziert. Drei Monate später bei den Olympischen Spielen in Rio de Janeiro belegte Rivolta über 100 Meter Schmetterling den 25. Platz im Vorlauf.
Im Dezember 2017 bei den Kurzbahneuropameisterschaften in Kopenhagen siegte Matteo Rivolta über 100 Meter Schmetterling mit 0,03 Sekunden Vorsprung vor Piero Codia, 0,05 Sekunden hinter Codia wurde der Deutsche Marius Kusch Dritter. Über 50 Meter Schmetterling verpasste Rivolta als 12. des Halbfinales den Endlauf um eine Zehntelsekunde.
Im Juni 2018 gewann Piero Codia bei den Mittelmeerspielen in Tarragona den Titel über 100 Meter Schmetterling mit neun Hundertstelsekunden vor Matteo Rivolta. Zwei Monate später bei den Europameisterschaften in Glasgow erreichte Rivolta kein Finale. Die 4-mal-100-Meter-Lagenstaffel schwamm die neuntbeste Vorlaufzeit, den Italienern fehlte eine halbe Sekunde zum Finaleinzug. Vier Monate später bei den Kurzbahnweltmeisterschaften in Hangzhou wurde Rivolta über 100 Meter Schmetterling im Vorlauf disqualifiziert. Über 50 Meter Schmetterling verfehlte er als Zehnter des Halbfinales den Finaleinzug um 0,05 Sekunden. Die 4-mal-100-Meter-Lagenstaffel verpasste das Finale als Vorlaufneunte um 0,38 Sekunden. 2019 bei den Kurzbahneuropameisterschaften in Glasgow wurde Rivolta Sechster über 100 Meter Schmetterling.

### Kurzbahnweltmeister 2021 und die Jahre danach
Wegen der COVID-19-Pandemie wurden 2020 keine internationalen Meisterschaften ausgetragen. 2021 nahm Rivolta an den Europameisterschaften in Budapest teil. Er war hinter Piero Codia und Federico Burdisso drittbester Italiener in den Vorläufen über 100 Meter Schmetterling, wobei die Abstände jeweils eine Hundertstelsekunde betrugen; nur die ersten beiden rückten ins Halbfinale auf.
Im November 2021 Fanden die Kurzbahneuropameisterschaften in Kasan statt. Rivolta belegte den fünften Platz über 100 Meter Rücken. Über 50 Meter Schmetterling wurde er Zweiter hinter dem Ungarn Szebasztián Szabó. In der 4-mal-50-Meter-Mixed-Lagenstaffel schwammen im Vorlauf Matteo Rivolta, Alessandro Pinzuti, Costanza Cocconcelli und Chiara Tarantino die fünftschnellste Zeit. Im Finale hatte das Team aus den Niederlanden 0,21 Sekunden Vorsprung vor Michele Lamberti, Nicolò Martinenghi, Elena Di Liddo und Silvia Di Pietro, die drei Hundertstelsekunden vor der russischen Schlussschwimmerin anschlug.
Anderthalb Monate später bei den Kurzbahnweltmeisterschaften in Abu Dhabi siegte Rivolta über 100 Meter Schmetterling mit 0,17 Sekunden vor dem Südafrikaner Chad le Clos. Über 50 Meter Schmetterling siegte der Brasilianer Nicholas Santos vor Dylan Carter aus Trinidad und Tobago. 0,04 Sekunden hinter Carter wurde Rivolta Dritter mit einer Zehntelsekunde Vorsprung vor Szebasztián Szabó. In der 4-mal-50-Meter-Lagenstaffel schwammen im Vorlauf Lorenzo Mora, Nicolò Martinenghi, Michele Lamberti und Thomas Ceccon. Im Finale wurden Lorenzo Mora, Nicolò Martinenghi, Matteo Rivolta und Lorenzo Zazzeri Dritte hinter den Russen und dem US-Quartett. Noch erfolgreicher war die italienische 4-mal-100-Meter-Lagenstaffel. Thomas Ceccon, Nicolò Martinenghi, Alberto Razzetti und Lorenzo Zazzeri legten die zweitbeste Vorlaufzeit vor. Lorenzo Mora, Nicolò Martinenghi, Matteo Rivolta und Alessandro Miressi waren fast sechs Sekunden schneller als die Vorlaufstaffel und siegten mit einer Dreiviertelsekunde vor dem US-Team.
Im Juli 2022 bei den Mittelmeerspielen in Oran siegte über 50 Meter Schmetterling der Portugiese Diogo Matos Ribeiro mit 0,21 Sekunden Vorsprung vor Matteo Rivolta, der drittplatzierte Grieche Kristian Gkolomeev schlug 0,02 Sekunden hinter Rivolta an. Über 100 Meter Schmetterling siegte Rivolta mit 0,72 Sekunden Vorsprung. Die 4-mal-100-Meter-Lagenstaffel siegte mit Lorenzo Mora, Alessandro Pinzuti, Matteo Rivolta und Alessandro Bori. Einen Monat später bei den Europameisterschaften in Rom wurde Rivolta Sechster über 100 Meter Schmetterling. In der 4-mal-100-Meter-Lagenstaffel schwammen im Vorlauf Michele Lamberti, Federico Poggio, Federico Burdisso und Manuel Frigo die schnellste Zeit. Im Endlauf waren Thomas Ceccon, Nicoló Martinenghi, Matteo Rivolta und Alessandro Miressi fast sechs Sekunden schneller als die Vorlaufstaffel und gewannen mit über vier Sekunden Vorsprung vor den Franzosen.
Im Dezember 2022 bei den Kurzbahnweltmeisterschaften in Melbourne wurde Rivolta Fünfter über 100 Meter Schmetterling. Die 4-mal-50-Meter-Lagenstaffel mit Lorenzo Mora, Simone Cerasuolo, Thomas Ceccon und Alessandro Miressi schwamm die schnellste Vorlaufzeit. Im Finale unterboten Lorenzo Mora, Nicoló Martinenghi, Matteo Rivolta und Leonardo Deplano den Weltrekord aus dem Vorjahr, wobei nur Martinenghi bei beiden Weltrekorden dabei war. In der 4-mal-100-Meter-Lagenstaffel wurden im Endlauf Lorenzo Mora, Nicolò Martinenghi, Matteo Rivolta und Alessandro Miressi Dritte, im Vorlauf waren Thomas Ceccon, Simone Cerasuolo, Alberto Razzetti und Paolo Conte Bonin angetreten.
Ende 2023 bei den Kurzbahneuropameisterschaften in Otopeni erreichte Rivolta den vierten Platz über 100 Meter Schmetterling mit 0,26 Sekunden Rückstand auf den drittplatzierten Briten Jacob Peters. Die 4-mal-50-Meter-Mixed-Lagenstaffel gewann den Endlauf mit Lorenzo Mora, Nicoló Martinenghi, Silvia Di Pietro und Jasmine Nocentini. Matteo Rivolta auf der Rückenlage und Federico Poggio waren im Vorlauf geschwommen.